# Hochdruckmodifikation
Eine Hochdruckmodifikation ist eine Modifikation eines Stoffes, die sich unter hohem Druck bildet. Hochdruckmodifikationen zerfallen bei Normaldruck mehr oder minder schnell, wobei dieser Zerfallprozess sehr lange dauern kann, wie beim Diamanten.

## Hochdruckmodifikationen
- Diamant vom Kohlenstoff
- Metallischer Wasserstoff von Wasserstoff
- Coesit und Stishovit vom Quarz